# St. Bonifatius (Wüstheuterode)

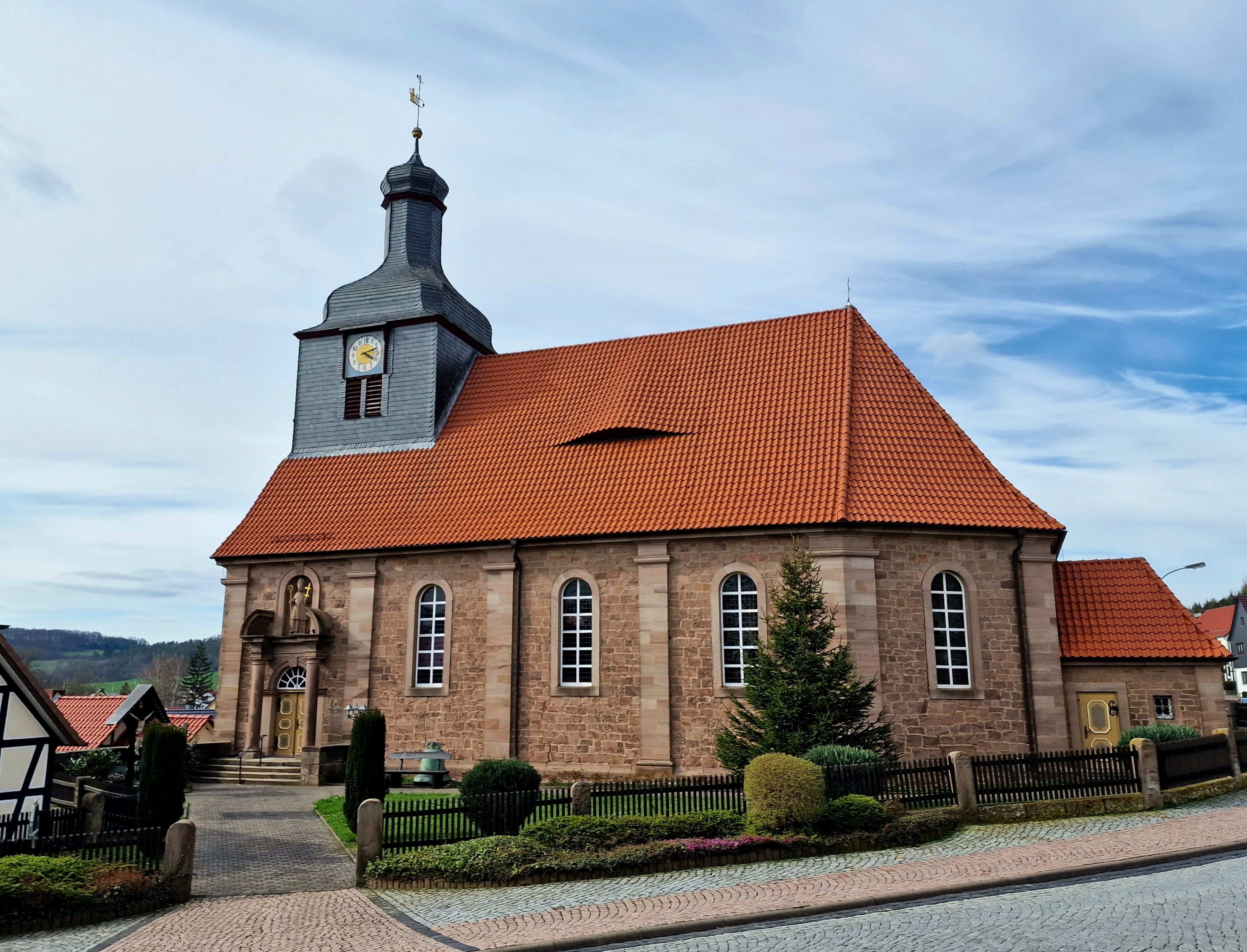
Kirche St. Bonifatius

Die römisch-katholische Filialkirche St. Bonifatius steht in Wüstheuterode in der Landgemeinde Uder im thüringischen Landkreis Eichsfeld. Sie ist Filialkirche der Pfarrei St. Jakobus der Ältere Uder im Dekanat Heiligenstadt des Bistums Erfurt. Sie trägt das Patrozinium des heiligen Bonifatius.

## Geschichte
Vor 1610 übten die Herren von Hanstein das Patronat über die Kirche aus, weshalb von 1588 bis 1610 protestantische Pfarrer den Ort betreuten. Ab 1804 war ein protestantischer Pfarrer im Ort. Die 1804 erbaute Kirche wurde 1921 durch einen Neubau ersetzt. Der Entwurf stammte von Arthur Kickton, der auch zusammen mit Karl Haubach die Oberleitung hatte. Die Ausführung erfolgte durch den Regierungsbaurat Reisel. Von der Vorgängerkirche übernahm man das mit toskanischen Säulen aufwändig gestaltete Hauptportal. Die Weihe erfolgte 1923 durch Bischof Caspar Klein aus dem Erzbistum Paderborn.
1970 bis 1973 erfolgte eine Innenerneuerung, verbunden mit einer Umgestaltung. Die Altarweihe führte am 26. Mai 1974 Weihbischof Karl Ebert aus Erfurt durch.
1996 wurde der Kirchturm saniert, 1997 folgten Sanierungsarbeiten im Innenraum.

## Architektur
Das Gotteshaus ist ein unverputzter vierachsiger Saalbau mit dreiseitigem Chor und Sakristeianbau. Die Fassaden sind durch breite Werksteinpilaster und Rundbogenfenster gegliedert. Im westlichen Joch der Südseite befindet sich das auf 1804 datierte Hauptportal mit einer Sandsteinskulptur des hl. Bonifatius. Der verschieferte Dachturm steht am Westende des Dachs.
Innen befindet sich über einem Gesims ein Tonnengewölbe mit flachem Dekor. 1970 bis 1973 erfolgte der Einbau der Westempore. 

## Ausstattung
Vom ehemaligen Hochaltar sind nur ein Ölgemälde (Krönung Mariens) und einige Engelsskulpturen erhalten. Erwähnenswert ist ferner eine im 15. Jahrhundert geschnitzte Marienskulptur mit Kind.
Das Sakristeiglöckchen wurde 1788 gegossen.

## Orgel
Die Orgel erbaute 1928/1929 die Firma Wiegand Helfenbein aus Gotha.